# Platyarthrus haplophthalmoides
Platyarthrus haplophthalmoides är en kräftdjursart som beskrevs av Arcangeli1932. Platyarthrus haplophthalmoides ingår i släktet Platyarthrus och familjen myrbogråsuggor.

## Underarter
Arten delas in i följande underarter:
- P. h. haplophthalmoides
- P. h. libicus